# Clinodiplosis meibomiifoliae
Clinodiplosis meibomiifoliae är en tvåvingeart som först beskrevs av Beutenmuller 1907.  Clinodiplosis meibomiifoliae ingår i släktet Clinodiplosis och familjen gallmyggor. Inga underarter finns listade i Catalogue of Life.